# Spoorlijn Radolfzell - Mengen
De spoorlijn Radolfzell – Mengen werd ook wel Hegau-Ablachtal-Bahn genoemd. Het zuidelijke traject van Radofzell – Stockach wordt ook wel Seehäsle genoemd. Het traject is spoorlijn 4330 onder beheer van DB Netze.

## Geschiedenis
Het traject werd door de Badischen Staatsbahn op 20 juli 1867 geopend als onderdeel van een langeafstandstraject tussen de Donautalbahn en de Bodensee.
Het traject werd tussen 1972 en 1982 voor personenvervoer stilgelegd.
Het traject werd in 2005 deels gesloten voor goederenvervoer.

## Treindiensten

### DB
De Deutsche Bahn verzorgde tot 1996 het personenvervoer op dit traject met RB-treinen.

### Mittelthurgaubahn
In de jaren 1990 werd het traject tussen Radolfzell en Stockach voor personenvervoer gereactiveerd. Het traject werd op 8 september 1996 bereden door treinen van de Mittelthurgaubahn (MThB) in opdracht van de Landkreis Konstanz.
Op 31 december 2002 werden alle activiteiten van de Mittelthurgaubahn (MThB) inclusief de dochter Lokoop (goederenvervoerder) stilgelegd.
De bedrijfsvoering werd door EuroThurbo overgenomen. EuroThurbo werd in 2005 opgenomen in de SBB als dochteronderneming van SBB GmbH.
Wegens gebrekkig materieel (GTW-dieseltreinstellen) van het type Bm 596 werden railbussen VT 98 met VS 98 ingezet.
Omdat de SBB GmbH de GTW-treinstellen (prototypes dieseltreinstellen) niet regelmatig kon inzetten en Landkreis Konstanz geld voor vervangende treinstellen eiste, werd het contract aan het eind op 9 december 2006 ontbonden.

### Hohenzollerische Landesbahn
In juli 2007 werd bekend dat de Hohenzollerische Landesbahn (HzL) het overgangscontract van de periode tussen december 2006 en december 2008 kon verlengen met een nieuw contract voor de periode tussen 2009 en 2023.
Hiervoor zijn vier treinstellen Regio-Shuttles bij Stadler Rail besteld.

## Aansluitingen
In de volgende plaatsen was of is er een aansluiting van de volgende spoorwegmaatschappijen:

### Radolfzell
- Seehäsle spoorlijn tussen Radolfzell en Stockach (– Mengen)
- Hochrheinbahn spoorlijn tussen Basel Badischer Bahnhof en Konstanz
- Schwarzwaldbahn spoorlijn tussen Offenburg en Singen (Hohentwiel)
- Bodenseegürtelbahn spoorlijn tussen Radolfzell en Lindau

### Mengen
- Seehäsle spoorlijn tussen Radolfzell en Stockach (- Mengen)
- Ulm – Sigmaringen spoorlijn tussen Ulm en Sigmaringen

## Afbeeldingen

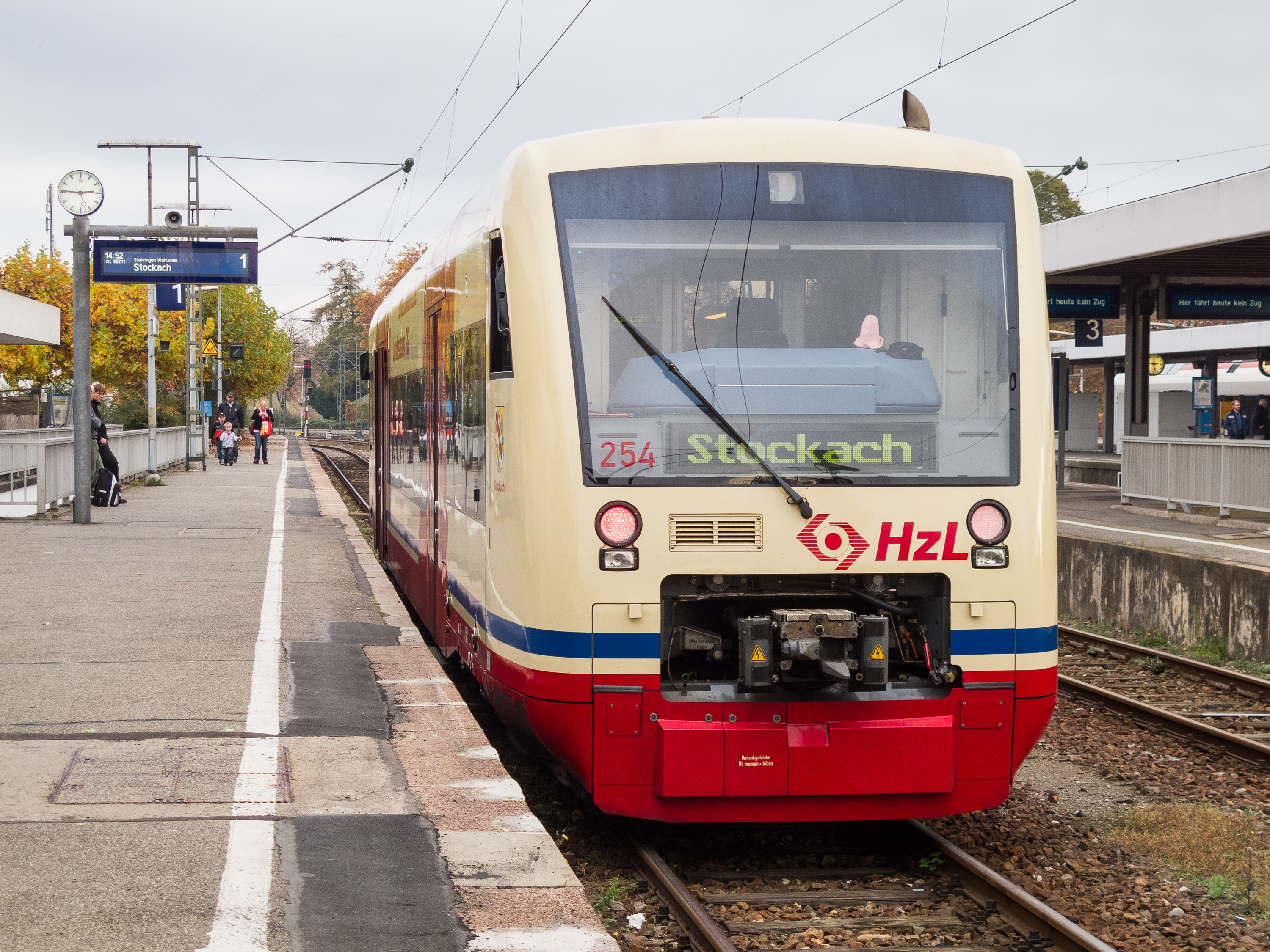
Regio-Shuttle in Radolfzell, 2011
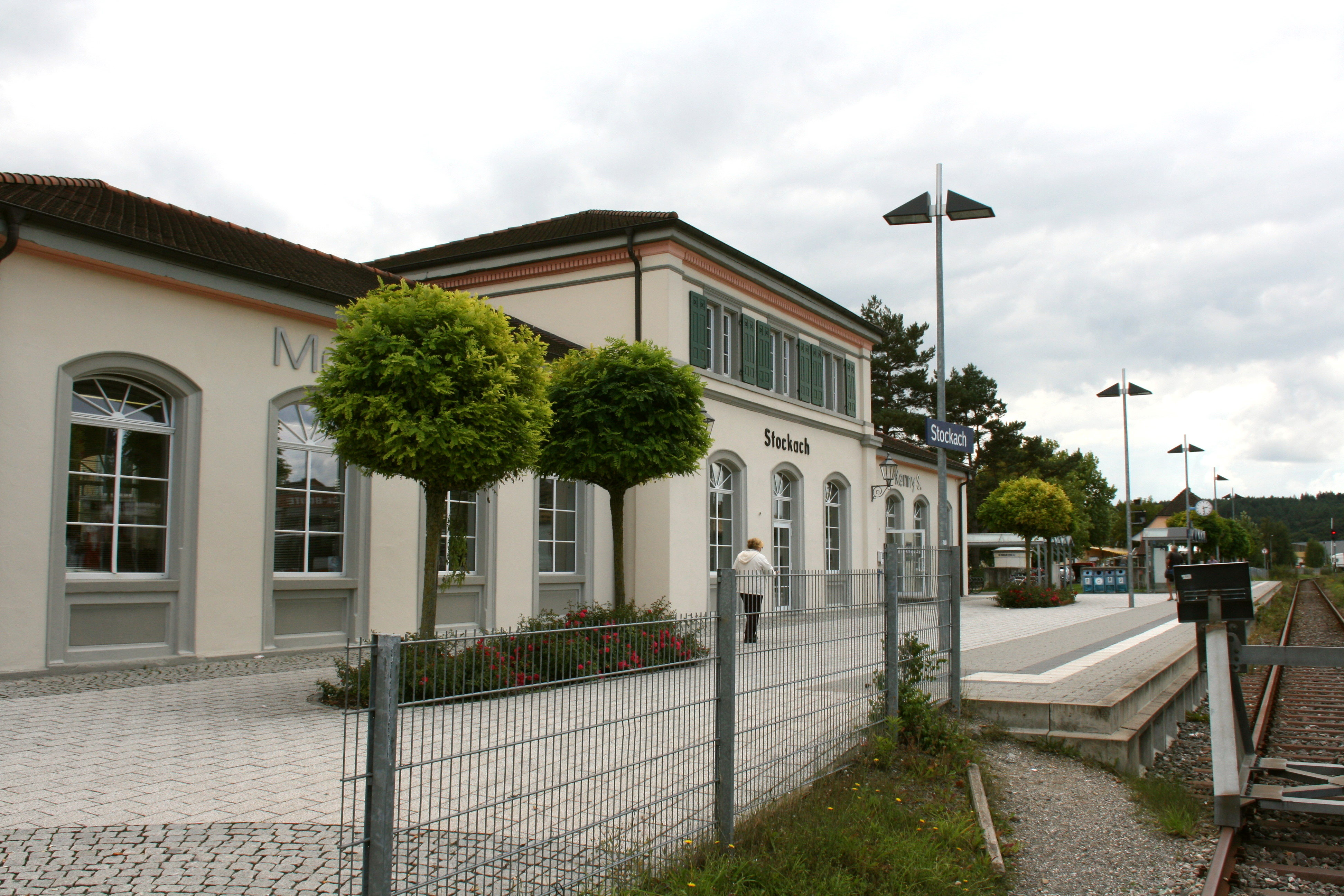
Station Stockach